# Era Galáctica del Real Madrid

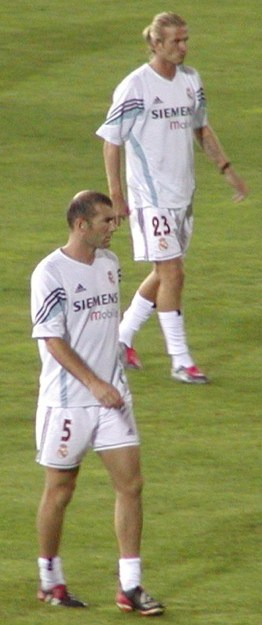
Los mediocampistas Zinedine Zidane y David Beckham, en un calentamiento antes de un partido con el Real Madrid C. F.

Era Galáctica, Madrid de los galácticos o Madrid galáctico son nombres con que se denominó a la primera etapa del empresario español Florentino Pérez como presidente del Real Madrid C. F. Esta etapa se inició el 16 de julio de 2000 con la victoria de Pérez sobre Lorenzo Sanz en las elecciones presidenciales del club y acabó el 27 de febrero de 2006, cuando Pérez renunció al cargo tras tres años sin títulos y coincidente con las derrotas ante el Arsenal F. C. y el R. C. D. Mallorca, y la eliminación del club frente al Real Zaragoza en la Copa del Rey. Sin embargo, los medios internacionales señalaron como el fin de la Era Galáctica el empate del Real Madrid con el Arsenal en Highbury, que el 8 de marzo de 2006 significó la eliminación de los merengues en los octavos de final de la Liga de Campeones por segunda edición consecutiva.
Pérez desencadenó una revolución en el fútbol utilizando los principios empresariales para sacar de la crisis económica al club por medio de la contratación de los mejores jugadores del momento y aprovechar la mercadotecnia que estos generaban. Los principales fichajes de su gestión fueron el portugués Luís Figo (2000), el francés Zinedine Zidane (2001), el brasileño Ronaldo (2002) y el inglés David Beckham (2003), los cuales recibieron el apelativo de «galácticos». Los cuatro deportistas costaron cerca de 200 millones de euros, pero rápidamente estos gastos se transformaron en enormes beneficios monetarios que llevaron a la institución a recibir cerca de 400 millones de euros por año al final de su mandato, y a posicionarse como el club de fútbol más rico del mundo.
El club obtuvo en sus primeros tres años dos Ligas de España, una Liga de Campeones de la UEFA, dos Supercopas de España, una Supercopa de Europa y una Copa Intercontinental, igualando el récord establecido por Santiago Bernabéu, presidente madridista de 1943 a 1978. Además, en 2002 fue designado como el mejor equipo del fútbol mundial, según la clasificación anual realizada por la IFFHS.

## El término «galáctico»

### Origen del término
El término «galácticos» fue popularizado por los medios periodísticos españoles y fue utilizado por primera vez por el que fuera presidente del Valencia, Jaime Ortí. Según relatan Juan Ignacio Gallardo y Luis Miguel González en su libro 'Las mejores anécdotas del Real Madrid': 

"La acumulación de estrellas futbolísticas en el vestuario del Real Madrid durante el mandato de Florentino Pérez provocó el asombro, la admiración y cierta envidia por parte del firmamento balompédico. Enseguida se bautizó a esta constelación de figuras con el término 'galácticos', un nombre muy apropiado y que enseguida caló a nivel mundial. Curiosamente, el adjetivo utilizado para ensalzar una plantilla repleta de cracks acabó siendo repudiado por los propios jugadores, quizá hastiados del uso abusivo que se hizo del término. Una portada de MARCA hablando de 'fútbol de otra galaxia' fue el embrión del nacimiento del término, cuya autoría final corresponde al que fuera presidente del Valencia Jaime Ortí. Días antes de un explosivo Real Madrid-Valencia, quejándose de la saturación informativa que existía en torno al equipo blanco, Ortí comentó: "Dicen que son galácticos o algo así". Acababa de acuñar una denominación que quedaría para la historia".

### Los «galácticos»
Los jugadores considerados «galácticos» en el Madrid eran los mediocampistas Luís Figo, Zinedine Zidane, David Beckham, y el delantero Ronaldo; por mencionar a otros se enlistaría también a los atacantes Michael Owen, Robinho y al defensa Sergio Ramos. Sin embargo jugadores como el guardameta Iker Casillas, el defensa Roberto Carlos, el mediocampista Guti y el delantero Raúl González, que no coincidían con la definición de «galáctico» (Raúl, Guti y Casillas eran canteranos, mientras que Roberto Carlos llegó en 1996), fueron considerados eventualmente con la misma etiqueta.
- Luís Figo, conocido futbolísticamente como Figo, llegó en 2000 procedente del rival FC Barcelona. El traspaso del portugués por 60 millones de euros fue muy polémico; al concretarse la operación los aficionados culés lo consideraron un «traidor». Poseía gran técnica y precisión en sus pases, lo que lo convirtieron en uno de los mejores en su posición. Comenzó jugando como extremo, sin embargo, al desenvolverse sin dificultad en las posiciones de mediapunta y volante ofensivo, abandonó progresivamente las bandas.[11]

- Zinedine Zidane, llegó procedente del Juventus FC italiano en 2001. Su pase supuso el traspaso más caro de su tiempo, el club desembolsó 73,5 millones de euros para ficharle.[12] El mediapunta francés era un futbolista de gran técnica, estético, con una gran visión de juego y con toques geniales.[13] Pese a su calidad pasaba por largos periodos de irregularidad, no obstante terminaba las campañas como uno de los más destacados del plantel.[14]

- Ronaldo, procedente del Inter de Milán en 2002. Llegó al Real Madrid después de proclamarse campeón del mundo con su selección, Brasil, en Corea y Japón. El importe del traspaso fue de 45 millones de euros.[15] Se trata de un delantero de enorme capacidad goleadora.[16] En sus tres primeras temporadas en el Real Madrid anotó 23, 24 y 21 goles, respectivamente, en el campeonato de Liga.[17]

- David Beckham, traspasado del Manchester United FC en 2003. Beckham, siendo uno de los futbolistas más mediáticos del mundo, le generó millones de euros en ganancias anuales al club, en especial fuera de España.[18] El inglés se caracterizaba por su notable toque de pelota, en especial con la derecha; sus precisos pases de larga distancia; además era uno de los mejores lanzadores de tiros libres.[19]

## Historia

### Política
Pérez estableció el hábito de comprar al menos un galáctico cada verano que consiguiese aumentar el nivel de comercialización del equipo a nivel de mercadotecnia fuera del campo. La política fue inicialmente llamada Zidanes y Pavones. Este nombre vino del fichaje de Zidane y del ascenso al primer equipo de Francisco Pavón, un joven jugador canterano que jugó en el Real Madrid y posteriormente sería traspasado al Real Zaragoza. La idea era firmar una de las principales superestrellas por año y promover jóvenes desde la cantera.

### El éxito
Los fichajes de Figo y Zidane ayudaron a cimentar al Real Madrid y convertirlo en uno de los clubes más prestigiosos del mundo. Se trabajó con gran efecto y el Madrid ganó dos Ligas, una Copa Intercontinental, y una Copa de Europa en 2002, siendo éste el noveno título europeo para el Madrid. Zidane y Figo fueron los dos únicos galácticos del equipo ganador que obtuvo la Copa de Europa, precisamente gracias a un golazo de volea de Zidane justamente al final del primer tiempo. El gol fue calificado por la UEFA como el mejor gol de una final de la Copa de Europa.
En la temporada 2002-2003 con Ronaldo ya en el equipo el club ganaría la liga y la Supercopa de España. En su segunda temporada con el club, la campaña 2003-04, Ronaldo se adjudicó el Trofeo Pichichi.

### Inicio del declive
Sin embargo, la política no fue acogida con mucho éxito en el ámbito deportivo ya que después de ganar la Liga en la temporada 2002-03, Florentino Pérez criticó el sistema usado por el entrenador del Real Madrid, Vicente Del Bosque, acusándolo de anticuado. La propia apariencia del técnico fue clave para su destitución el día 30 de junio de 2003 poco después de la conquista de la 29ª Liga del Real Madrid. Una semana después de la llegada de David Beckham, Carlos Queiroz, segundo entrenador del Manchester United, sustituyó a Del Bosque en el cargo.
El fichaje de David Beckham, fue una decisión deportiva polémica cuando el Real Madrid ya tenía otro extremo derecho en propiedad, Luís Figo.
En general, se considera que existió una división política, con Del Bosque y los jugadores Fernando Hierro, Fernando Morientes, Claude Makélélé y Steve McManaman, por un lado y Pérez por el otro. Los cuatro jugadores intentaron aumentar sus salarios y todos ellos abandonaron el club en el 2003.
Más tarde, el Real Madrid fracasaría en todos sus intentos de ganar cualquier título en las tres siguientes temporadas, siendo el más destacado la final de la Copa del Rey de fútbol 2003-04 que perdió por 3-2 frente al Real Zaragoza.
Además en la liga yendo el primero acabó el cuarto tras perder 6 de los últimos 7 encuentros ligueros (4 en su propio campo).

### Final de la Era Galáctica
El Real Madrid de "Los Galácticos" se desarrollaba bajo una política interna que se traducía en el éxito financiero basado en la explotación un club de alto potencial de comercialización a nivel mundial, especialmente en Asia. Su modelo económico le llevó a superar finalmente al perenne líder Manchester United como el club más rico del mundo en ingresos en la temporada 2005-06. Sin embargo, este hecho también supuso un descenso del rendimiento que rápidamente se palpó a nivel deportivo, especialmente en la campaña 2005-2006.
En esos momentos, el equipo había pasado a ser una empresa potencialmente desarrollada en el arte de hacer dinero a base de mercadotecnia, y no era, sin embargo, ni la simple sombra de lo que había sido hacía años atrás a nivel deportivo. Fue entonces, cuando sucedió el hecho que colmaría el vaso: la caída en octavos de final del Real Madrid en la Copa de Europa, ante el Arsenal FC, tras una mala actuación por parte del equipo madrileño, ante un club, que, curiosamente, llevaba a cabo una gestión absolutamente contraria a la de "Los Galácticos": con Arsène Wenger como entrenador, especialista en fichar a futuras y jóvenes promesas y jugadores potenciales no reconocidos.
Así pues, los varios años de sequía de títulos, la decepción y creciente desconfianza que se estaba forjando en la mente de los aficionados hacia el equipo, y el hecho de poseer una plantilla totalmente descompensada e insostenible, forzó la dimisión de Florentino Pérez, el cual renunció al cargo de la presidencia el 27 de febrero de 2006 y fue sustituido de forma interina por Fernando Martín Álvarez, hecho que supuso el inevitable final de la Era Galáctica.
Esta época concluyó con la marcha de Zinedine Zidane, principal representante del Madrid Galáctico, el cual se retiró oficialmente del fútbol tras finalizar el Mundial 2006, seguido de la marcha de David Beckham el año siguiente, al finalizar la temporada 2006-07, puesto que ambos jugadores representaban el esplendor del antiguo Madrid Galáctico: a nivel deportivo (Zidane) y nivel de mercadeo mundial (Beckham).

## Palmarés del Real Madrid durante la Era Galáctica

### Torneos nacionales
- Liga Española (2): 2000-01, 2002-03.
- Subcampeón de la Liga Española (1): 2004-05.
- Tercero de la Liga Española (1): 2001-02.
- Subcampeón de la Copa del Rey (2): 2001-02, 2003-04.
- Supercopa de España (2): 2001, 2003.

### Torneos internacionales
- Copa Intercontinental (1): 2002.
- Liga de Campeones de la UEFA (1): 2001-02.
- Supercopa de Europa (1): 2002.